# Demexiptilina
La demexiptilina è un composto appartenente alla famiglia degli antidepressivi triciclici, un inibitore non selettivo della ricapatazione neuronale della noradrenalina e della serotonina, dotato di proprietà farmacologiche simili a quelle della dosulepina e dell'amitriptilina.

## Farmacodinamica
La molecola inibisce la ricaptazione presinaptica della noradrenalina e, in misura minore, della serotonina e della dopamina. È inoltre dotato di modesta attività anticolinergica.

## Farmacocinetica
A seguito di somministrazione per via orale la demexiptilina è ben assorbita dal tratto gastroenterico. L'emivita plasmatica della molecola è di circa 35 ore. Dopo somministrazione per os di una dose unica di 75 mg di demexiptilina cloridrato si raggiungono concentrazioni plasmatiche medie di 375 ng/ml.

## Tossicologia
Studi sperimentali nel ratto hanno permesso di determinare valori della DL50 pari a 330 mg/kg peso corporeo, quando assunta per os, e di 25 mg/kg se assunta per via endovenosa.

## Usi clinici
Il farmaco è impiegato nel trattamento della sindrome depressiva.

## Effetti collaterali e indesiderati
Nel corso del trattamento si possono verificare diversi effetti avversi di tipo psichiatrico e a carico del sistema nervoso centrale (SNC, in particolare si possono osservare vertigine, tremori, insonnia, alterazioni dell'umore, delirio e talvolta crisi convulsive.

Con relativa frequenza si possono registrare effetti indesiderati di tipo gastrointestinale quali secchezza delle fauci, dispepsia, nausea, stipsi.

Altri eventi avversi possibili sono rappresentati da sudorazione profusa, vampate di calore, sensazione di cardiopalmo e tachicardia, ritenzione urinaria, ipotensione ortostatica, disturbi dell'accomodazione.

## Controindicazioni
La molecola è controindicata nei soggetti con ipersensibilità individuale nota al principio attivo oppure ad uno qualsiasi degli eccipienti della formulazione farmaceutica. Demexiptilina è controindicata anche nei pazienti che soffrono di glaucoma ad angolo chiuso, ritenzione urinaria e disturbi della conduzione cardiaca. Il composto deve essere impiegato con prudenza nei soggetti epilettici ed in quelli con storia personale di ipotensione ortostatica e di iperplasia prostatica.

La demexiptilina non deve essere mai associata agli inibitori della monoamino ossidasi (IMAO). Nei soggetti precedentemente trattati con IMAO, è consigliabile lasciare intercorrere un intervallo di almeno 15 giorni prima di iniziare un trattamento con demexiptilina.

I pazienti che hanno manifestato tendenze autolesioniste o suicide devono essere attentamente sorvegliati, in particolare nella fase iniziale di induzione della terapia.

## Dosi terapeutiche
Nei soggetti adulti la dose consigliata è pari a 25–75 mg al giorno, per via orale.

## Interazioni
- Antiipertensivi (guanetidina ed altri): la terapia di associazione con demexiptilina, similmente a quanto avviene con altri antidepressivi triciclici, può bloccare l'effetto di alcuni antiipertensivi.
- Sostanze con azione di depressione del sistema nervoso centrale (ad esempio etanolo, barbiturici, anoressanti di tipo amfetaminico, oppioidi): la co-somministrazione con l'antidepressivo può potenziarne gli effetti.